# Krajan (Parang)
Krajan is een bestuurslaag in het regentschap Magetan van de provincie Oost-Java, Indonesië. Krajan telt 3277 inwoners (volkstelling 2010).